# Vlag van Laarbeek

Vlag van de gemeente Laarbeek

De vlag van Laarbeek is op 23 juni 1998 vastgesteld als de gemeentelijke vlag van de Noord-Brabantse gemeente Laarbeek. De beschrijving van de vlag luidt als volgt:
Vijf banen van boven naar beneden van blauw, wit, rood, wit en groen met een verhouding van 3:1:3:1:3. De hoogte en lengte van de vlag verhouden zich als 2:3.
Opmerking: volgens Noord-Brabantse wapens en vlaggen is de vlag op 1 oktober 1998 bij raadsbesluit vastgesteld.
De kleuren van de vlag zijn afgeleid van de gildekleuren van Aarle-Rixtel, Beek en Donk en Lieshout en hebben samen en afzonderlijk een symbolische betekenis. Blauw voor die van Aarle en Mariahout, Rood voor die van Rixtel, Lieshout en Donk, Groen voor die van Beek. De twee smalle witte banen symboliseren het streven  aar behoud van de identiteit van de dorpen. Het ontwerp was afkomstig van de heer H. van Beek, ambtenaar van de gemeente Laarbeek.

## Verwante afbeeldingen

Vlag van Aarle-Rixtel
Vlag van Beek en Donk
Vlag van Lieshout